# Eutechnyx
Eutechnyx Ltd., fino al 1994 nota come Zeppelin Games, è una società britannica sviluppatrice e, soprattutto in passato, editrice di videogiochi. Venne fondata nel 1987 a Newcastle upon Tyne con l'intento di produrre giochi per home computer, soprattutto titoli a basso costo. Nel 1994 venne acquisita dalla statunitense Merit Software e ne divenne la filiale europea per un breve periodo, pubblicando soprattutto giochi per DOS. Dopo essere tornata indipendente e aver assunto la denominazione Eutechnyx, nel 1996, divenne specializzata nello sviluppo di simulatori di guida.

## Videogiochi
Elenco non esaustivo dei giochi sviluppati e/o pubblicati.
- Sabotage (1987)
- Speed Ace (1987)
- 2088 (1988)
- Ball-Blasta (1988)
- Chopper Commander (1988)
- Codename MAT (1988)
- Draconus (1988)
- Jasper! (1988)
- Jocky Wilson's Darts Challenge (1988)
- Master Blaster (1988)
- Ninja Commando (1988)
- Para Assault Course (1988)
- Psi-Droid (1988)
- Rally Simulator (1988)
- Star Wars (1988)
- Terrafighter (1988)
- Zybex (1988)
- Arcade Trivia Quiz (1989)
- Bionic Ninja (1989)
- Fantastic Soccer (1989)
- Full Throttle (1989)
- Go-Kart Simulator (1989)
- Kenny Dalglish Soccer Manager (1989)
- Las Vegas Casino (1989)
- The Living Daylights (1989)
- Mirax Force (1989)
- Mountain Bike Racer (1989)
- Sidewinder (1989)
- Spaghetti Western Simulator (1989)
- Arcade Fruit Machine (1990)
- Blinkys Scary School (1990)
- Cavernia (1990)
- Edd the Duck! (1990)
- Fantastic American Football (1990)
- Jocky Wilson's Compendium of Darts (1990)
- Kick Box Vigilante (1990)
- Para Academy (1990)
- Professional Go-Kart Simulator (1990)
- Santa's Xmas Caper (1990)
- World Soccer (1990)
- American 3D Pool (1991)
- Bouncing Heads (1991)
- F1 Tornado (1991)
- Fred (1991)
- IO (1991)
- Mission Shark (1991)
- Neighbours (1991)
- Phileas Fogg's Balloon Battles (1991)
- Sharkey's Moll (1991)
- Sleepwalker (1991)
- Stack Up (1991)
- Tai Chi Tortoise (1991)
- Titanic Blinky (1991)
- World Cricket (1991)
- All American Basketball (1992)
- American Tag-Team Wrestling (1992)
- Arnie (1992, C64)
- Arnie (1992, Amiga)
- Blade Warrior (1992)
- Blue Baron (1992)
- The Bod Squad (1992)
- Carnage (1992)
- Championship 3D Snooker (1992)
- Edd the Duck 2: Back with a Quack! (1992)
- F1 Tornado per Amiga/ST (1992)
- Frankenstein (1992)
- Graeme Souness International Soccer (1992)
- Graeme Souness Soccer Manager (1992)
- International 5-A-Side (1992)
- International Ice Hockey (1992)
- International Tennis (1992)
- International Truck Racing (1992)
- Match of the Day (1992)
- Q10 Tankbuster (1992)
- Santa's Xmas Caper (1992)
- World Rugby (1992)
- Arnie 2 (1993)
- Fist Fighter (1993)
- International Athletics (1993)
- Round the Bend! (1993)
- Sink or Swim (1993)
- Table Tennis (1993)
- Universal Warrior (1993)
- World Championship Squash (1993)
- Frankenstein (1994)
- International Soccer (1994)
- Isle of the Dead (1994)
- Trial by Magic (1995)
- Trick or Treat (1995)
- Match Day Manager (1995)
- Wolfsbane (1995)
- World Hockey 95 (1995)
- Bud Tucker in Double Trouble (1996)
- Car and Driver Presents Grand Tour Racing '98 (1997)
- Motor Mash (1997)
- Max Power Racing (1998)
- Le Mans 24 Hours (1999)
- TNN Motorsports Hardcore TR (1999)
- 007 Racing (2000)
- F1 World Grand Prix (2001)
- Big Mutha Truckers (2002)
- SRS: Street Racing Syndicate (2004)
- Big Mutha Truckers 2 (2005)
- Ford Mustang (2005)
- Ford Vs. Chevy (2005)
- Cartoon Network Racing (2006)
- The Fast and the Furious (2006)
- Hummer: Badlands (2006)
- MTV Pimp My Ride (2006)
- Hot Wheels: Beat That! (2007)
- Ferrari Challenge: Trofeo Pirelli (2008)
- Driver: San Francisco (2011)
- NASCAR The Game 2011 (2011)
- Absolute Supercars (2012)
- Ferrari: The Race Experience (2012)
- NASCAR: The Game - Inside Line (2012)
- Auto Club Revolution (2013)
- Ride to Hell: Retribution (2013)
- NASCAR '14 (2014)
- Ninja Cats vs Samurai Dogs (2014)
- NASCAR '15 (2015)

### Raccolte
- Hit Pack (1992), serie di cinque raccolte di 4 giochi per Amstrad CPC, C64, Spectrum
- Games Machine (1993), 10 giochi vari per C64
- Sports (1993), 5 giochi sportivi per C64
- Sports Top 10 (1993), 10 giochi sportivi per C64